# Cixius varicolor
Cixius varicolor är en insektsart som beskrevs av William Lucas Distant 1920. Cixius varicolor ingår i släktet Cixius och familjen kilstritar. Inga underarter finns listade i Catalogue of Life.